# Kranj városi község
Kranj városi község Szlovénia 212 (2012) alapfokú közigazgatási egységének, azaz községének, illetve ezen belül a 11 városi községnek egyike, központja Kranj városa. Lakosainak száma alapján a harmadik legnagyobb városi község Szlovéniában.

## Települései
Babni Vrt, Bobovek, Brdo pri Kranju, Breg ob Savi, Britof, Čadovlje, Čepulje, Golnik, Goriče, Hrastje, Ilovka, Jama, Jamnik, Javornik, Kokrica, Kranj, Lavtarski Vrh, Letenice, Mavčiče, Meja, Mlaka pri Kranju, Nemilje, Njivica, Orehovlje, Pangršica, Planica, Podblica, Podreča, Povlje, Praše, Predoslje, Pševo, Rakovica, Rupa, Spodnja Besnica, Spodnje Bitnje, Srakovlje, Srednja vas - Goriče, Srednje Bitnje, Suha pri Predosljah, Sveti Jošt nad Kranjem, Šutna, Tatinec, Tenetiše, Trstenik, Zabukovje, Zalog, Zgornja Besnica, Zgornje Bitnje, Žabnica és Žablje.

## Népesség
| Lakosok száma | 53 795 | 54 562 | 55 271 | 55 432 | 55 552 | 56 108 | 56 081 | 56 047 | 56 715 | 57 133 |
|               | 2008   | 2009   | 2011   | 2012   | 2013   | 2015   | 2016   | 2017   | 2019   | 2020   |

## Fordítás
- Ez a szócikk részben vagy egészben  a   Mestna občina Kranj című szlovén Wikipédia-szócikk ezen változatának fordításán alapul.  Az eredeti cikk szerkesztőit annak laptörténete sorolja fel. Ez a jelzés csupán a megfogalmazás eredetét és a szerzői jogokat jelzi, nem szolgál a cikkben szereplő információk forrásmegjelöléseként.